# リッチー・レン
リッチー・レン（任 賢齊、Richie Ren／Richie Jen、レン・シェンチー、1966年6月23日 - ）は、台湾出身の男性歌手、俳優。

## 来歴
台湾の中国文化大学体育系卒業。在学時のバンドではギターとボーカルを担当していた。1990年に歌手としてデビューし、その後1996年「心太軟」が中国大陸でヒットし、台湾でも人気が急上昇する。
1991年に台湾で映画デビューし、その後香港映画にも多く出演。金庸ドラマにも何度か主役に抜擢されている。
日本との関わりでは、FIELD OF VIEWの突然を「永不退縮」の題名で、中島みゆき作曲の「幸せ」を、アルバム『愛像太平洋』（1998年）の収録曲、「傷心太平洋」として歌っている。

## 作品

### アルバム
- 奔向彩虹合輯（1990年）
- 再問一次（1990年）
- 冷漠与温柔（1991年）
- 飛向自己的天空（1991年）
- 依靠（1996年）
- 很受傷（1996年）
- 心太軟（1996年）
- 為了愛而心太軟（1997年）
- 対面的女孩看過來（1998年）
- 愛像太平洋（1998年）
- 認真（1999年）
- 著緊（1999年）
- 小雪（2000年）
- 為愛走天涯（2000年）
- 天使兄弟小白臉（2000年）
- 飛鳥（2001年）
- 我是有銭人（2002年）
- 一個人任賢齊（2002年）
- 滾石香港黄金十年（2003年）
- 情義（2004年）
- 両極（2004年）
- 老地方（2006年）
- 如果沒有你（2007年）
- 齊待R.S.V.P.（2009年）
- 音樂旅行者（2010年）

### シングル
- 対面的女孩看過來 - 阿牛(zh:陳慶祥)のヒット曲のカバー
- 我是一隻魚 - アンジー・ホウ(zh:侯湘婷)によりカバーされる

## 主な出演作品

### 映画
- 官兵捉强盗 (1991年)
- 傲空神鷹 想飛 (1993年)
- 『金城武 ソルジャー・ボーイズ』 報告班長3 (1994年)
- 『ゴージャス』 玻璃樽 (1998年)
- 美麗新世界 (1999年)
- 『星願 あなたにもういちど』 星愿 (1999年)
- 夏日麼麼茶 (2000年)
- 生死速遞 (2001年)
- 『玉の輿☆フライト（広東語版）』（CS放映題）嫁個有錢人 (2002年)
- 好心相愛 (2002年)
- 六楼後座 (2003年)
- 絕種好男人 (2003年)
- 『シルバーホーク』 飛鷹 (2004年)
- 『花好月円』（CS放映題）花好月圓 (2004年)
- 『20.30.40の恋』 20 30 40 (2004年)
- 『ブレイキング・ニュース』 大事件 (2004年)
- 『ソウル攻略』 韓城攻略 (2005年)
- 『私の胸の思い出』 天生一対 (2006年)
- 『エグザイル/絆』 放・逐 (2006年)
- 生日快楽 (2007年)
- 合約情人 (2007年)
- 『大捜査の女』 大捜査之女 (2008年)
- 『スナイパー:』 神鎗手 (2009年)
- 『アクシデント』 意外 (2009年)
- 『コンシェンス/裏切りの炎』 火龍 (2010年)
- 唐伯虎點秋香2(2010年)
- 龍鳳店 (2010年)
- 『やがて哀しき復讐者』 報應 (2011年)
- 『奪命金』 奪命金 (2011年)（2011年第12回東京フィルメックスにて上映）
- 『女ドラゴンと怒りの未亡人軍団』 楊門女將之軍令如山 (2011年)
- 雙城計中計 (2011年)
- 追夢之旅 (2011年)
- 『愛の涙』 傾城之泪 (2012年)（2012東京／長崎・中国映画週間で上映）
- 『ウィル・ユー・スティル・ラブ・ミー・トゥモロー?』 明天記得愛上我 (2013年)（第22回東京国際レズビアン&ゲイ映画祭、アジアフォーカス・福岡国際映画祭 2013他で上映）
- 『若葉のころ』 五月一號 (2015年)
- 『大樹は風を招く（中国語版）』（2016年）（2016年第17回東京フィルメックスにて上映）
- 『花椒の味』 花椒之味（2019年）
- 『ハード・ナイト』 沈黙的証人（2019年）
- 『極道統一』辺縁行者（2023年）
- 『臨時強盗（中国語版）』（2024年）（香港映画祭2024にて上映）
- 『トワイライト・ウォリアーズ　決戦！九龍城砦』（2024年）

### テレビドラマ
- 意難忘
- 夢醒時分
- 黄飛鴻与十三姨
- 人海孤鴻
- 台北愛情故事
- 神鵰俠侶(1998年)・・・楊過
- スウォーズマン 笑傲江湖(2000年)・・・令狐冲
- 新楚留香(2001年)・・・楚留香
- 深夜食堂 中国版(2017年)・・・高遠（ガオ・ユエン）

### アニメ
- バグズ・ライフ
- 風雲決